# Jean Rougerie
 (juillet 2025).
Pour les articles homonymes, voir Rougerie.
Jean Rougerie, né le 9 mars 1929 à Neuilly-sur-Seine et mort le 25 janvier 1998 à Ivry-sur-Seine, est un acteur français.

## Biographie
Il apparaît dans de nombreux rôles secondaires, qui jouent souvent sur son allure de « Français moyen ». Il est le père d'Isabelle Rougerie et de Sylvain Rougerie, également comédiens.
Il meurt en 1998, des suites d'un infarctus du myocarde. Il fait don de son corps à la science et ses cendres sont inhumées dans la fosse commune du cimetière parisien de Thiais, dédiée à tous ceux qui ont donné leur corps à la science, auprès notamment de Bernard Blier.

## Filmographie

### Cinéma
- 1947 : Monsieur Vincent de Maurice Cloche
- 1959 : Le Bossu d'André Hunebelle: un spadassin
- 1959 : La Tête contre les murs de Georges Franju
- 1962 : Comment réussir en amour de Michel Boisrond
- 1974 : Lacombe Lucien de Louis Malle : Tonin
- 1974 : Le Fantôme de la liberté de Luis Buñuel : Charles
- 1975 : On a retrouvé la septième compagnie de Robert Lamoureux : Le général allemand
- 1975 : Que la fête commence... de Bertrand Tavernier : Talhouet
- 1976 : Le Jour de gloire de Jacques Besnard
- 1976 : Servante et maîtresse de Bruno Gantillon
- 1977 : La Nuit de Saint-Germain-des-Prés de Bob Swaim : le Capitaine
- 1977 : Il était une fois la légion de Dick Richards
- 1977 : La Raison d'État de André Cayatte
- 1978 : Judith Therpauve de Patrice Chéreau
- 1978 : Préparez vos mouchoirs de Bertrand Blier : Monsieur Beloeil
- 1979 : Buffet froid de Bertrand Blier : Eugène Léonard
- 1979 : La Guerre des polices de Robin Davis
- 1979 : Bête, mais discipliné de Claude Zidi
- 1980 : Rendez-moi ma peau de Patrick Schulmann : Karl Malnek
- 1980 : Tendres cousines de David Hamilton : M. Lacroix
- 1980 : T'inquiète pas, ça se soigne d'Eddy Matalon : Professeur de Vavin
- 1980 : Voulez-vous un bébé Nobel ? de Robert Pouret : Professeur Landowsky
- 1981 : Le Choix des armes d'Alain Corneau : Raymond Constantini
- 1981 : Tout feu, tout flamme de Jean-Paul Rappeneau : le médecin
- 1982 : L'Étoile du Nord de Pierre Granier-Deferre : Monsieur Baron
- 1982 : On s'en fout, nous on s'aime de Michel Gérard
- 1983 : Prends ton passe-montagne, on va à la plage de Eddy Matalon
- 1983 : Édith et Marcel de Claude Lelouch : le directeur de théâtre
- 1983 : Le Prix du danger d'Yves Boisset : le président de la commission
- 1983 : Attention, une femme peut en cacher une autre ! de Georges Lautner
- 1983 : Signes extérieurs de richesse de Jacques Monnet : le patron du restaurant
- 1984 : American dreamer - Double jeu / Une américaine à Paris de Rick Rosenthal : Don Carlos
- 1984 : Gwendoline de Just Jaeckin : D'Arcy
- 1984 : Les Cavaliers de l'orage de Gérard Vergez : le général trois-étoiles
- 1984 : Pinot simple flic de Gérard Jugnot : le brigadier Vaudreuil
- 1985 : Tranches de vie de François Leterrier
- 1985 : Dangereusement vôtre (A View to a Kill) de John Glen : Aubergine
- 1985 : Scout toujours... de Gérard Jugnot : Benoît de Guillemin
- 1986 : L'État de grâce de Jacques Rouffio : Edmond Lombard
- 1987 : Club de rencontres de Michel Lang : le colonel
- 1987 : Le Miraculé de Jean-Pierre Mocky : Monseigneur
- 1987 : Preuve d'amour de Miguel Courtois : Berthomieu
- 1988 : Corps z'à corps d'André Halimi : le médecin
- 1989 : L'Invité surprise de Georges Lautner : Robineau
- 1990 : La Gloire de mon père d'Yves Robert : Bergougnas
- 1990 : Merci la vie de Bertrand Blier
- 1991 : Le Fils du Mékong de François Leterrier
- 1993 : Chacun pour toi de Jean-Michel Ribes
- 1994 : Venins (In the Eye of the Snake) de Max Reid
- 1996 : Sa femme à moi de Olivier Pouteau - court métrage -

### Télévision
- 1969 : S.O.S. fréquence 17 de Claude Boissol, épisode : Numéro de l'Espion[2]
- 1971 : Aubrac-City feuilleton télévisé de Jean Pignol
- 1972 : Les Boussardel, mini-série réalisée par René Lucot adaptée de la suite romanesque Les Boussardel de Philippe Hériat
- 1974 : Les Enquêtes du commissaire Maigret, épisode : Maigret et le corps sans tête de Marcel Cravenne
- 1976 : Au théâtre ce soir : Sacrés Fantômes de Eduardo De Filippo, mise en scène Jean Michaud, réalisation Pierre Sabbagh, théâtre Édouard VII
- 1976 : Nick Verlaine ou Comment voler la Tour Eiffel, de Claude Boissol - Rôle de Poilvert
  - Nick Verlaine prend la route
  - Soyez bons pour les animaux
  - Dans l'eau d'une piscine
- 1978 : L'Équipage d'André Michel
- 1979 : Avoir été de Roland-Bernard
- 1981 : Julien Fontanes, magistrat - épisode : Le soulier d'or de François Dupont-Midi
- 1981 : Au théâtre ce soir : La Quadrature du cercle de Valentin Kataïev, mise en scène Georges Vitaly, réalisation Pierre Sabbagh, théâtre Marigny
- 1982 : Les Cinq Dernières Minutes de Gérard Gozlan, épisode : Dynamite et compagnie
- 1986 : L'Été 36 d'Yves Robert
- 1987 : Les Cinq Dernières Minutes : La Peau du rôle de Guy Jorré
- 1988 - 1991 : Vivement lundi ! : Gérard Moulinet
- 1990 : Dallas : Capitaine de Rougement (2 épisodes)
- 1992 : Les Aventures du jeune Indiana Jones : Philippe Pétain
- 1992 : Julie Lescaut - épisode : Julie Lescaut de Caroline Huppert : Commissaire Peuchard
- 1993 : Regarde-moi quand je te quitte de Philippe de Broca : Monsieur Désir
- 1995 : Les Cordier juge et flic - épisode : Rangée des voitures : Julien Rocabel

## Théâtre

### Comédien
- 1948 : La Vengeance d'une orpheline russe de Henri Rousseau, mise en scène René Dupuy, théâtre de l'Œuvre
- 1949 : La Vengeance d'une orpheline russe de Henri Rousseau, mise en scène René Dupuy, Studio des Champs-Élysées
- 1950 : George Dandin de Molière, mise en scène Maurice Jacquemont, Centre dramatique de l'Ouest
- 1952 : Les Fous de Dieu de Friedrich Dürrenmatt, mise en scène Catherine Toth, théâtre des Noctambules
- 1953 : Le Songe d'une nuit d'été de William Shakespeare, mise en scène Michel Saint-Denis, Comédie de l'Est
- 1953 : On ne badine pas avec l'amour d'Alfred de Musset, mise en scène Michel Saint-Denis, Comédie de l'Est
- 1967 : Shéhérazade de Jules Supervielle, mise en scène Jean Rougerie, théâtre des Mathurins
- 1972 : René Leys de Victor Segalen, mise en scène Jean Rougerie, théâtre Firmin Gémier
- 1981 : Interviouve de Louis-Ferdinand Céline, mise en scène Jean Rougerie, Poche Montparnasse
- 1984 : L'Art de la comédie d'Eduardo De Filippo, mise en scène Jean Mercure, théâtre de la Ville
- 1987 : C'est encore mieux l'après-midi de Ray Cooney, mise en scène Pierre Mondy, théâtre des Variétés
- 1988 : Si jamais je te pince !... de Eugène Labiche, mise en scène Philippe Rondest, théâtre des Bouffes-Parisiens
- 1988 : Ténor de Ken Ludwig (en), mise en scène Jean-Luc Moreau théâtre de la Porte-Saint-Martin
- 1992 : Les Dimanches de Monsieur Riley de Tom Stoppard, mise en scène Georges Wilson, théâtre de l'Œuvre

### Metteur en scène
- 1967 : Shéhérazade de Jules Supervielle, théâtre des Mathurins
- 1972 : René Leys de Victor Segalen, théâtre Firmin Gémier
- 1976 : L'Éternel Mari de Fiodor Dostoïevski, théâtre Firmin Gémier
- 1981 : Interviouve de Louis-Ferdinand Céline, Poche Montparnasse
- 1983 : Moi d'Eugène Labiche, théâtre Hébertot
- 1985 : Chant pour une planète d'Étienne Rebaudengo musique originale de Denis Barbier, Comédie de Paris
- 1988 : Le Rebelle de Jean-Michel Guenassia, théâtre Tristan Bernard
- 1990 : Le Ventre de Paris d'après Émile Zola,   théâtre Fontaine